# Nederlands Scheepvaartmuseum
Le Scheepvaartmuseum ou Nederlands Scheepvaartmuseum Amsterdam (en français, musée maritime des Pays-Bas) est le plus grand musée au monde consacré à la navigation. Il est situé dans les ex-entrepôts de l'amirauté sur l'îlot de l'Oosterdok, dans le quartier des Oostelijke Eilanden, à Amsterdam.

## L'édifice
À l'origine, le musée est situé dans un édifice à l'angle entre la Cornelis Schuystraat et la Lairessestraat, à proximité du Vondelpark. Il est transféré à son emplacement d'aujourd'hui dans un bâtiment construit en 1656 par l'architecte Daniël Stalpaert, qui accueille d'abord un ex-magasin de l'amirauté puis l'arsenal de la marine  hollandaise, et enfin, l'actuel musée inauguré par la princesse Béatrix le 13 avril 1973. L'édifice est rénové en profondeur entre 2007 et 2011 par l'architecte Liesbeth van der Pol (Dok architects) avec notamment la couverture de la cour par une verrière autoportante de 34 m de côté.

## Le musée
Il est constitué de deux parties : l'une à extérieur avec des copies des bateaux accostées aux quais, l'autre à l'intérieur qui est constituée d'une trentaine de salles réparties sur trois niveaux.
Depuis le rez-de-chaussée où les œuvres sont exposées selon un ordre chronologique, le 1er étage illustre les premiers siècles de la navigation néerlandaise par des maquettes de navires, des cartes géographiques, atlas, mappemondes, cartes nautiques, divers instruments (boussoles, compas), livres, médailles, figures de proue, peintures, pendant que les expositions du niveau supérieur traitent du XIXe siècle jusqu'à nos jours. Sa bibliothèque contient environ 400 livres anciens, une salle audiovisuelle (1er étage), d'une boutique (rez-de-chaussée), d'un bar et d'un restaurant.

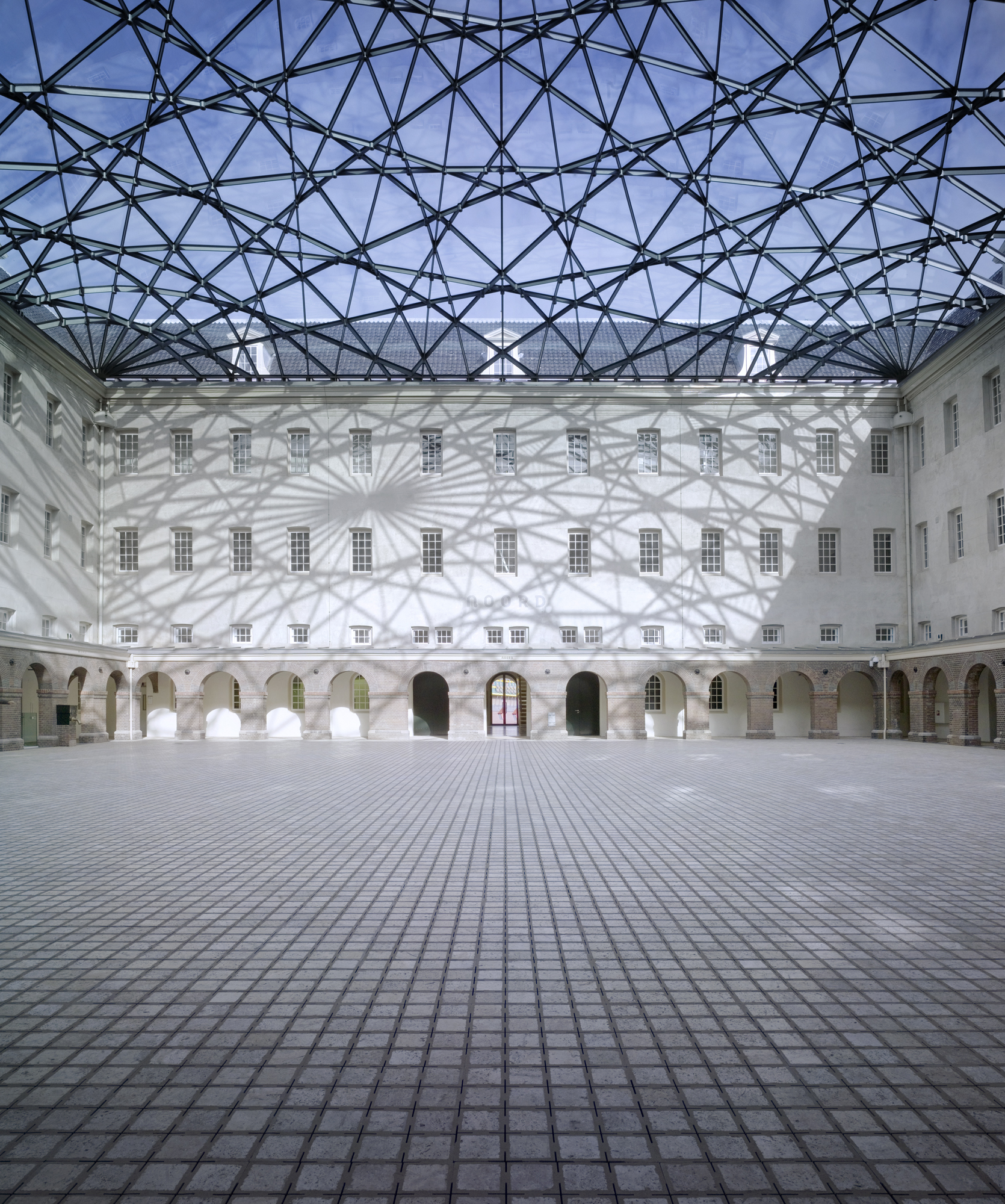
Depuis 2011, la cour intérieure du musée est couverte.

## La collection

### À l'extérieur

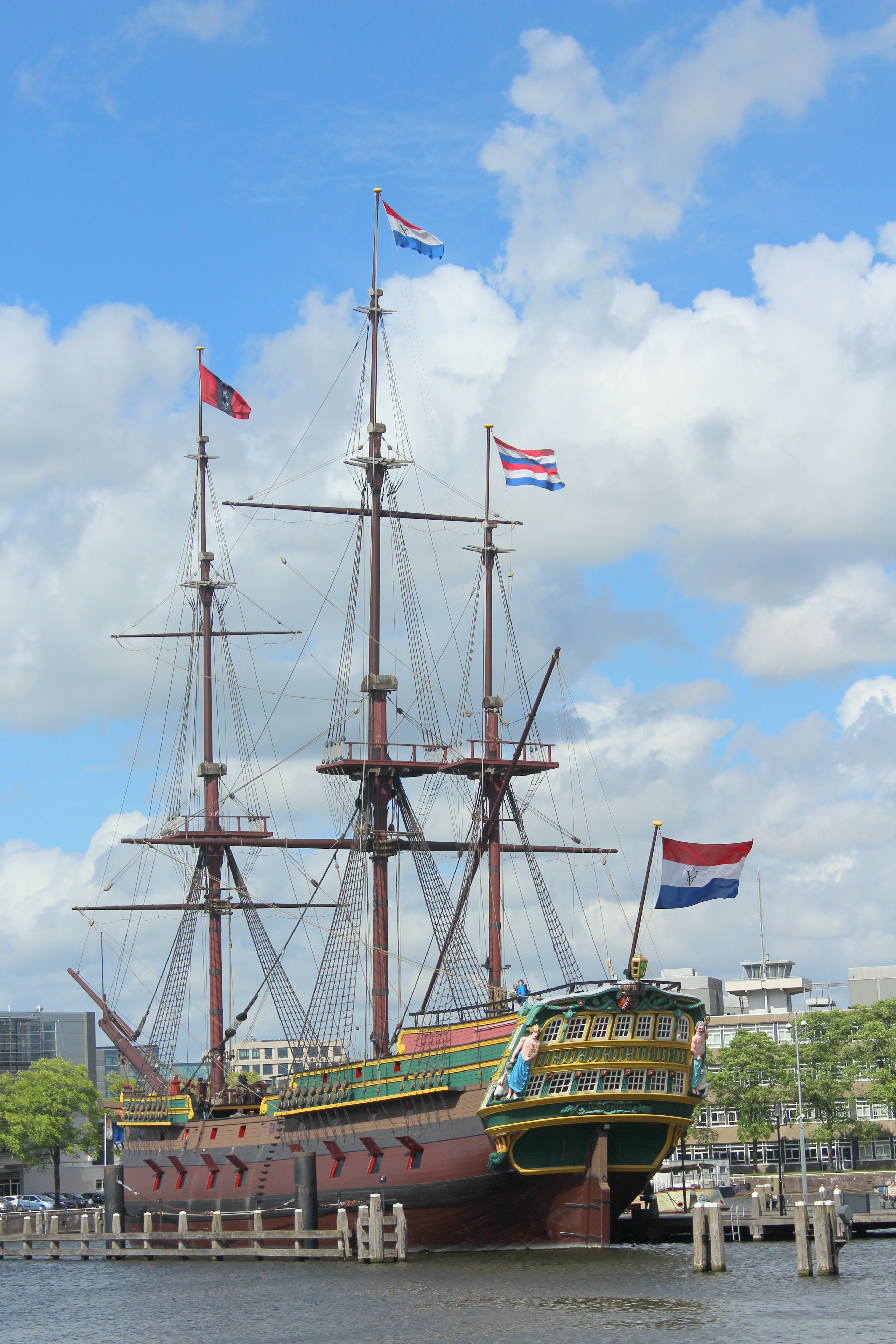
Réplique du voilier Amsterdam

- Réplique visitable du voilier Amsterdam grandeur nature, accosté en face du musée et faisant partie de sa collection. Il s'agit d'un navire de la Compagnie néerlandaise des Indes orientales (Vereinigde Oostindische Compagnie ou VOC) échoué sur une plage à proximité d'Hastings durant son voyage inaugural, où il fut abandonné en mars 1749. Basée sur ses vestiges émergés en 1969, sa reconstitution est exécutée entre 1985 et 1990 par un groupe de 400 volontaires en formation et en attente d'un emploi.
- Le bateau royal, construit en 1818 pour le roi Guillaume Ier et utilisé pour la dernière fois en 1962 à l'occasion du 25e anniversaire de mariage de la reine Juliana. Long de 17 m, il était manœuvré par vingt rameurs.
- Le S.S. Christiaan Brunings, un brise-glace construit en 1900 qui navigua jusqu'en 1969, date de son entrée dans la collection du musée. Il est nommé en l'honneur de l'ingénieur hydraulique néerlandais Christian Bruinings.

### À l'intérieur

#### Instruments et cartographies
- L'Atlas mondial Blaeu (titre original: Theatrum orbis terrarum, sive, Atlas novus in quo tabulæ et descriptiones omnium Regionum ou Le théâtre du monde ou nouvel atlas contenant les chartres et descriptions de tous les Pays de la terre) est une monumentale œuvre cartographique en neuf volumes éditée par Joan Blaue entre 1662 et 1665. Il s'agit de l'Atlas le plus précis de l'époque.
- Globe céleste de Jodocus Hondius, daté de 1600, c'est le plus ancien exemple de globe céleste qui nous soit parvenu.
- Planisphère de Ruysch de Johann Ruysch, daté de 1507-1508, elle constitue la première carte mondiale imprimée dans laquelle est représenté le Nouveau Monde.
- Figure de proue représentant Ajax de 1832.
- Divers atlas : En plus de l'atlas mondial Blaue, le musée abrite aussi celui d'Abraham Ortelius de 1572, de Gerardus Mercator de 1585-1589, ainsi que des atlas ptolémaïques italiens remontant aux périodes 1478-1507.

#### Maquettes de bateaux
- Maquette du Vigelantie (85 cm), bateau de pêche de 1800-1850.
- Maquette du bateau brise-glace Christiaan Brunings nommé en l'honneur de l'ingénieur Christiaan Brunings, de 1900
- Maquette de la Tjisaroea, navire rapide de 1926.

#### Œuvres picturales du Siècle d'or néerlandais
- La Bataille de Gibraltar de Cornelis Claeszoon van Wintergreen de 1607.
- La Rade de Batavia, d'Adam Willaerts de 1649
- Le Retour de la Hollandia, de Ludolf Backhuysen (1665)
- La Bataille de Texel, de Willem van de Velde le jeune de 1673